# Метте Дайре
Метте Іверсдоттер Дайре (швед. Mätta або Марта Іварсдоттер; прибл. 1465 р – прибл. до 1533) — данська шляхтанка, номінальна шерифка і канцлерка. Була одружена з двома королівськими радниками і Сванте, регентом Швеції, через якого здійснювала політичний вплив на державні справи, активно беручи в них участь.

## Раннє життя
Народилася в Тірсбеку в Ютландії в Данії в родині данського лицаря Івера Йенссена Дайра (пом. бл. 1463) і Крістін Педерсдоттер Окс (пом. після 1503). Біля 1483 року вступила в шлюб з норвезьким лицарем і риксродом Андерсом ван Бергеном (пом. 1491). Єдина дитина, яка досягла повноліття, була дочка Крістіна Андерсдоттер.
У 1496 році вступила в шлюб з норвезько-шведським шляхтичем Кнутом Алвссоном Тре Розором (пом. 1502), норвезьким риксродом і феодальним володарем фортеці Акерсхус в Осло. У 1499 році чоловік втратив свою посаду в Норвегії, і Метте Іверсдоттер пішла за ним до Швеції. У Швеції пара вступила в союз зі Сванте Стуре, натоді провідним членом шведської партії, яка хотіла розірвати союз між Швецією та Данією-Норвегією.
У 1501 році за підтримки Стуре Кнут Альфссон вторгся до Норвегії, намагаючись об'єднати Швецію і Норвегію проти Югана Данського. Метте залишилася в Швеції в замку Стегеборг, яким володів Сванте. Спочатку успішний, її чоловік був убитий Генріком Круммедіджем під час переговорів.
У співпраці зі Сванте Стуре Метте Іверсдоттер продовжила роботу покійного чоловіка і вела переговори з норвезькими представниками через листування зі своєї бази в Швеції, намагаючись переконати їх об'єднати Норвегією зі Швецією проти Данії. Король Данії Ганс звинуватив її в тому, що вона розсилала листи, щоб заохочувати норвезьке селянство до повстання проти нього.

## Дружина-регентка
17 листопада 1504 року в Стокгольмі Метте Іверсдоттір пошлюбила свого союзника Сванте Нільсона після його обрання регентом Швеції у січні минулого року. Ходили чутки, що на той момент вони мали стосунки щонайменше рік.
Будучи номінально в союзі з Данією, Швеція була де-факто незалежним королівством зі Сванте як королем у всьому, крім титулу, а Метте на позиції королеви-дружини як старшої дами шведського двору: вона виконувала ту ж роль, що й зазвичай королева, виступаючи посередницею для прохачів свого чоловіка, службовці називали її «принцесою».
Метте Дайре описували як вірну радницю регента Сванте, що брала активну участь в управлінні державними справами. Листування з близько 40 збережених листів між Метте і Сванте ілюструє їх тісну співпрацю в політиці, а також особисту відданість одне одному.
У 1507 році під час відсутності Сванте Метте служила очільницею Стокгольма. У 1510 році вона служила гінцем і представницею Сванте в місії до Фінляндії.
Її політична причетність зробила її об'єктом наклепу. Ходили чутки, що вона була причетна до смерті попередника Сванте Стена Стуре Старшого, щоб її коханець, а пізніше чоловік Сванте міг стати регентом.
У 1512 році Сванте помер. Новини приховували від неї, і їй забороняли бачитися з ним. Їй сказали, що він недоступний, і не повідомили, що він мертвий, доки її пасинок, Стен Стуре Молодший, не прибув до замку і не забезпечив собі регентство.
З пасинком у Метте стосунки добрими не були. Він звинуватив її в крадіжці золота і срібла, які вважав частиною свого спадку від власної матері. Він конфіскував землю, дану Метте як посаг після її шлюбу з його покійним батьком. Після трьох років суперечки між Метте та її пасинком він запропонував їй велику суму грошей як відкупне.

## Шерифка і канцлерка
У 1515 році Метте виїхала зі Швеції до Данії, де звернулася за підтримкою короля Данії Крістіана II проти Стена Стуре Молодшого у суперечці між нею та її пасинком про спадщину її покійного чоловіка, оскільки Крістіан II був номінально королем Швеції також.
Крістіан II не зміг допомогти їй у суперечці, але призначив її шерифкою (Ленсманом) єпископського феоду Гербі поблизу Голбека та канцлеркою Пріорату св. Агнес, Роскілле. Як Ленсманн, вона мала б загальну керуючу владу над своїм феодальним володінням, остаточно командувала б його військами і збирала б податки. Ці посади вона зберігала до самої смерті.
У 1516 році Метте і троє її племінників, чиї землі також були конфісковані Стеном Стуре Молодшим, співпрацювали у фінансуванні піратського корабля і використали його, щоб взяти на річці Траве корабель, що належав шведському регенту та Ганзейському союзу. Цей інцидент сприяв остаточній відкритому розриву між Данією та Швецією наступного року.
Метте Іверсдоттер Дайре померла між 1527 і 1533 роками. Спадкова суперечка між Метте Дайре і Стеном Стуре Молодшим не мала бути остаточно врегульована до 1541 року.

## Інші джерела
- Sv.E. Green-Pedersen (red.): Profiler i nordisk senmiddelalder og renaissance, 1983 (In Danish)
- Gudrun Utterström: Fem skrivare, 1968 (In Danish)
- Privatarkiv i Sturearkivet i RA, Stockholm (In Danish)
- Dansk Biografisk Leksikon (In Danish)